# نورمان تشارلتون
نورمان تشارلتون (بالإنجليزية: Norman Wood Charlton III)‏ هو لاعب كرة قاعدة أمريكي، ولد في 6 يناير 1963 في Fort Johnson ‏ في الولايات المتحدة.

## وصلات خارجية
- نورمان تشارلتون على موقع دوري كرة القاعدة الرئيسي (الإنجليزية)
- نورمان تشارلتون على موقعبيزبول رفرنس.كوم (الدوري الرئيسي) (الإنجليزية)
- نورمان تشارلتون على موقعبيزبول رفرنس.كوم (الدوري الثانوي) (الإنجليزية)
- نورمان تشارلتون على موقع إي إس بي إن.كوم (أم.أل.بي) (الإنجليزية)
- نورمان تشارلتون على موقع مشجعي الرسوم البيانية (الإنجليزية)